# Korean Air Lines Flight 902
Korean Air Lines Flight 902 (KAL902, KE902) var ett civilt flygplan som sköts ned den 20 april 1978 nära Murmansk, Sovjetunionen, efter det brutit sovjetiskt luftrum och påstods att inte ha svarat sovjetiska jaktplan. Band släppta av Rovaniemis kontrollcentersområde visar att piloterna på KAL902 sände sin anropssignal tre gånger omedelbart före nedskjutningen. Två passagerare dödades när sovjetiska flygplan öppnade eld mot flygplanet. 107 passagerare och besättning överlevde efter att planet gjorde en nödlandning på en frusen sjö.
Planet bröt sovjetiskt luftrum efter att man gjort en felnavigering över norra Kanada.

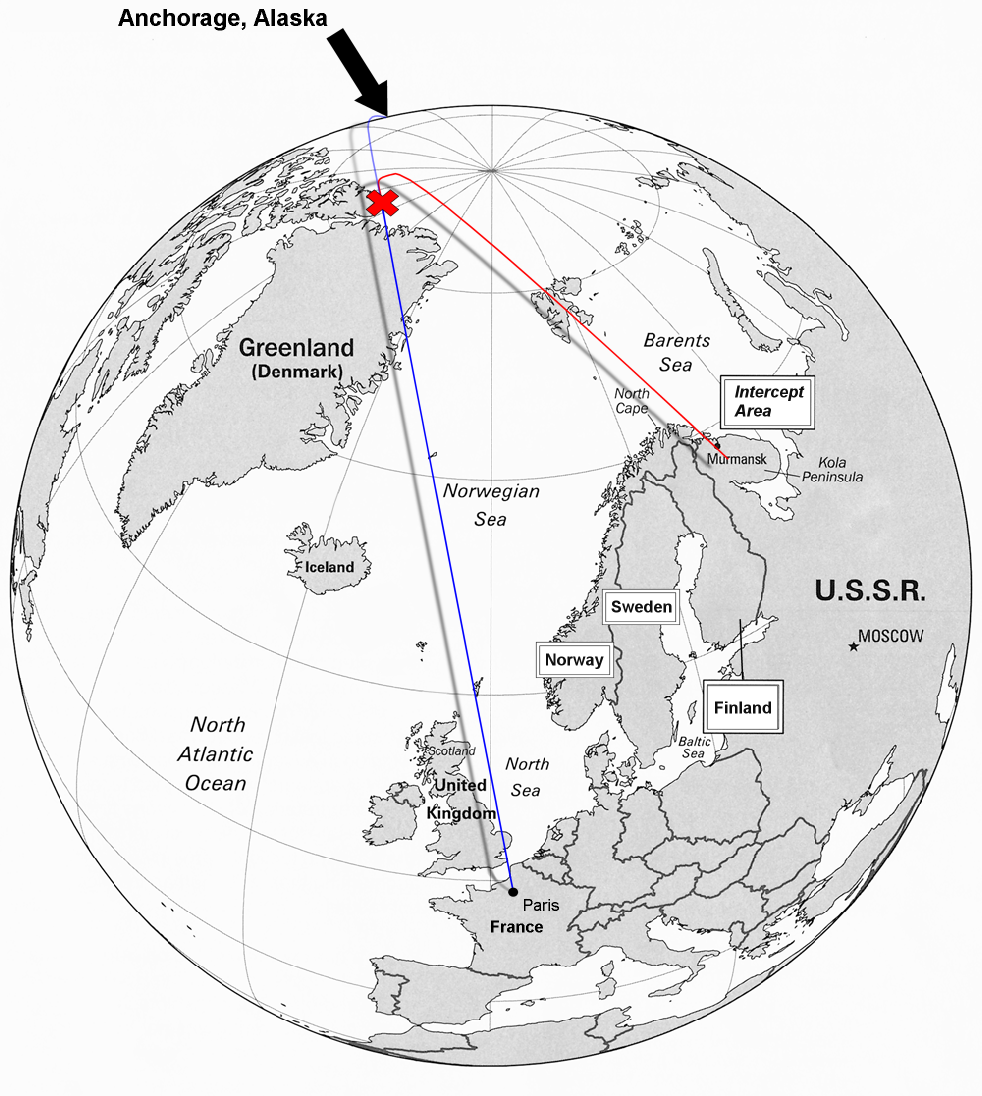
KAL Flight 902:s färdplan, blå är den planerad rutten och röd är den rutt planet följde efter att svängt söderut, över Ellesmere Island.